# Gneu Papiri Carbó
|  | Per a altres significats, vegeu «Gneu Papiri Carbó (desambiguació)». |

Gneu Papiri Carbó (en llatí Cneus Papirius CN. F. C. N. Carbó), va ser un magistrat romà. Formava part de la gens Papíria i era de la família dels Carbó.
Era fill del cònsol Cneus Papirius Carbo, net del pretor Caius Papirius Carbó i nebot del cònsol Caius Papirius Carbó. Era cosí de Caius Papirius Carbó Arvina.
Apareix per primer cop l'any 92 aC quan el cònsol Gai Claudi Pulcre va informar al senat dels seus intents de sedició. Va ser un dels caps del partit popular i el 87 aC, quan Gai Mari va tornar d'Àfrica, va dirigir un dels quatre exèrcits amb els quals va assetjar Roma. L'any 86 aC, quan Luci Valeri Flac, successor de Mari en el seu setè consolat, va ser assassinat a Àsia, Carbó va ser nomenat per Luci Corneli Cinna com el seu col·lega al consolat pel 85 aC.
Davant l'anunci de la tornada de Sul·la els dos cònsols van mobilitzar els seus partidaris del partit popular, van recollir diners, van restaurar la flota i es van vigilar les costes d'Itàlia. Sul·la va escriure al senat romà des de Grècia i el senat va decidir no tirar endavant les propostes dels cònsols fins a tenir noves notícies de Sul·la. Els cònsols es van mostrar disposats a obeir el senat però van exigir la sortida de Roma dels ambaixadors de Sul·la. Es van portar legions per fer front a l'amenaça i es van declarar innecessaris els comicis i Carbó i Cinna es van declarar cònsols per l'any següent (84 aC), per no veure's obligats a anar a Roma per fer l'elecció.
Es van traslladar les legions cap a Grècia a través de la mar Adriàtica, però molts soldats es van negar a lluitar contra els seus compatriotes de les forces de Sul·la, i en un motí, Cinna va morir a mans dels seus propis soldats (84 aC). Carbó va tornar a passar el mar amb les tropes i no s'atrevia a anar a Roma però els tribuns l'instaven que hi anés per designar el successor de Cinna. Quan Carbó va arribar a Roma no va poder fer els comicis que es van veure frustrats per estranys prodigis i va quedar com a cònsol únic la resta del 84 aC.
L'any 83 aC Sul·la va arribar a Itàlia i Carbó, que era ara procònsol a la Gàl·lia, es va dirigir ràpidament a Roma i va imposar un decret que declarava Quint Cecili Metel i tots els senadors que donaven suport a Sul·la enemics de la república. Al mateix temps el Capitoli es va incendiar i es va sospitar de Carbó.
Mentre Sul·la i els seus partidaris feien la guerra a diverses parts d'Itàlia l'any 82 aC, Carbó va ser elegit cònsol per tercera vegada amb Gai Mari el jove. L'exèrcit de Carbó era a la Gàl·lia Cisalpina i el seu llegat Carrines va haver de lliurar una dura batalla amb Metel al nord d'Itàlia. Va ser derrotat i va haver de fugir. Però Carbó va atacar Metel i el va atrapar en una posició en què no podia fer res. Després es va assabentar de les desgràcies del seu col·lega Mari a Praeneste i va portar al seu exèrcit cap a Ariminium on va ser seguit per Gneu Pompeu.
Mentrestant Metel va obtenir una altra victòria sobre un exèrcit de Carbó, i Sul·la va entrar a Roma i es va dirigir contra Carbó. Els dos exèrcits es van enfrontar a la vora del riu Glanis, on els hispans que s'havien unit a Carbó van desertar al camp de Sul·la, i els que no ho van fer van ser executats per Carbó, ja que eren sospitosos. La batalla decisiva es va lliurar a Clúsium i va durar un dia sencer per acabar sense un vencedor clar. Mentre Pompeu i Marc Licini Cras es van enfrontar a Carrines a la rodalia de Spoletum i Carbó li va enviar un exèrcit de reforç. Sul·la se'n va assabentar i va atacar aquest exèrcit matant dos mil homes en una emboscada, però Carrines, que estava assetjat, va poder escapar gràcies a aquesta distracció.
Aquest va enviar llavors a Marci per aixecar el setge de Praeneste, però Pompeu també el va emboscar i atacar, i va perdre molts homes. Marci va ser acusat pels seus homes de ser el culpable de la derrota, i la majoria es van passar a Sul·la; Marci va tornar amb Carbó amb la resta de les forces que encara li eren lleials.
Una mica després Carbó i Norbà van fer un atac al campament de Metel, prop de Favèntia, però el temps i el lloc eren desfavorables i van ser derrotats perdent deu mil homes i sis mil van desertar cap al camp de Metel. Carbó es va haver de retirar cap a Arretium amb un miler d'homes. Les desercions van seguir. Norbà va fugir a  Rodes on es va suïcidar. Quan el setge de Praeneste, on Carbó havia enviar dues legions sota Brut Damasip, no va poder ser aixecat, va decidir fugir d'Itàlia i passar a Àfrica, deixant als seus general Carrines, Mari i Brut Damasip lluitant a la península.
Quan els partidaris de Carbó a Itàlia van ser totalment derrotats, Pompeu va ser enviat a liquidar les restes a Sicília i allí va reaparèixer Carbó. Va ser fet presoner a l'illa de Cossyra (Pantel·leria) per emissaris de Pompeu, que el van executar i van enviar el seu cap a Sul·la (82 aC).